# Okrążek

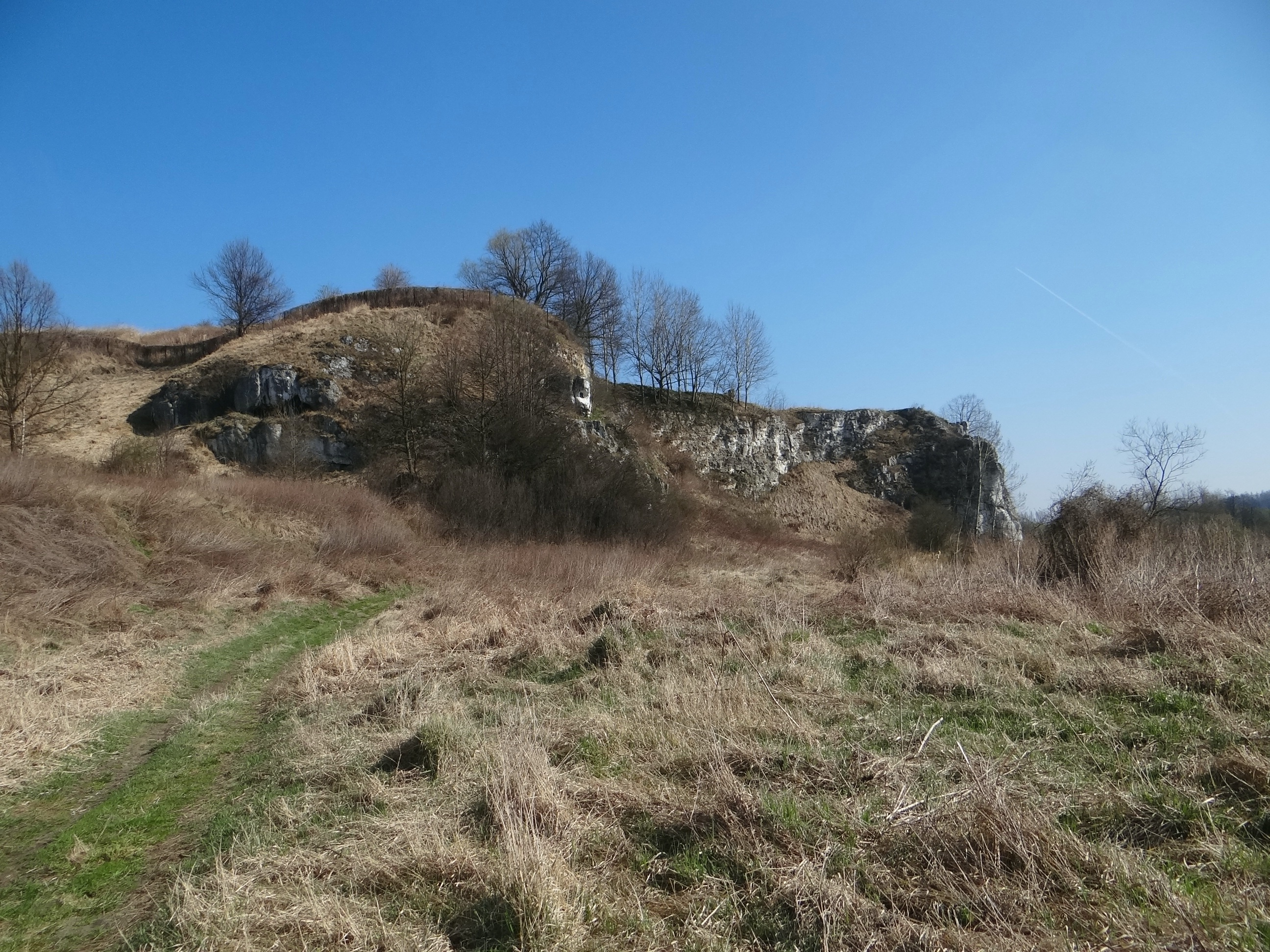
Zachodni i wschodni cypel Okrążka

Okrążek – środkowa z trzech Skałek Piekarskich na wzgórzu Stróżnica (247 m) na lewym brzegu Wisły w miejscowości Piekary pod Krakowem (pozostałe to Kozierówka i Kamieniołom w Piekarach). Skałki te znajdują się w mezoregionie geograficznym zwanym Obniżeniem Cholerzyńskim i wraz ze znajdującym się na prawym brzegu Wzgórzem Klasztornym tworzą przełom Wisły zwany Bramą Tyniecką.
Okrążek ma wysokość około 20 m i dwa skalne cyple opadające do starzecza Wisły. Południowe stoki są pionowo podcięte wysoką skarpą i łukowato przechodzą w Kamieniołom w Piekarach. Zbudowany jest z pochodzących z górnej jury skalistych wapieni nakrytych osadem z lessów i piasków nawianych podczas ostatniego zlodowacenia. Miejscami skała przewarstwiona jest mieszaniną gruzu wapiennego z gliną. W cyplu zachodnim znajduje się Jaskinia nad Galoską. W jej namulisku znaleziono szczątki kopalnych zwierząt i znaleziska archeologiczne będące dowodem bytności człowieka w tym miejscu w okresie starszego paleolitu. W archeologii stanowisko to znane jest jako Piekary I. Jest to jedno z najbogatszych w Polsce znalezisk archeologicznych tego typu. Na Okrążku jest jeszcze kilka innych jaskiń i schronisk. U podstawy cypla wschodniego, tuż nad starorzeczem Wisły znajdują się dwie niewielkie jaskinie: Jaskinia Wiślana Wschodnia i Jaskinia Wiślana Zachodnia, nieco wyżej Schronisko nad Jaskiniami Wiślanymi, a w północnym skalnym murze Schronisko w Okrążku.
Skały Okrążka mają spękania ciosowe, które zostały powiększone przez procesy krasowe. W ich strukturze widoczne są także liczne inne mikrotwory procesów krasowych; jamki, rowki, bruzdy i inne zagłębienia. W niektórych miejscach procesy wietrzenia wypreparowały ze skały skamieniałości. Rzeka Wisła w czasie powodzi wyżłobiła u podstawy skały wąski, labiryntowaty i zaciskający się korytarzyk Wschodniej i Zachodniej Jaskini Wiślanej. Od tej strony u podstawy skały rzeka gromadzi niesione w czasie powodzi żwiry i mady.
Dawniej na Okrążku wydobywano wapienie. Był to tzw. Kamieniołom w Piekarach. Od 25 września 1937 r. Okrążek jest pomnikiem przyrody nieożywionej.
Okrążek jest także obiektem wspinaczki skalnej. Wspinacze poprowadzili na jego ścianie zachodniej i ścianie nad drogą ponad 40 dróg wspinaczkowych o trudności V – VI.3 w skali polskiej. Mają wystawę zachodnią, południowo-wschodnią, południową i długość 14–16 m. Większość z nich posiada zamontowaną asekurację (ringi i stanowiska zjazdowe). Na turniczkach Okrążka uprawiany jest także bouldering.

## Przypisy

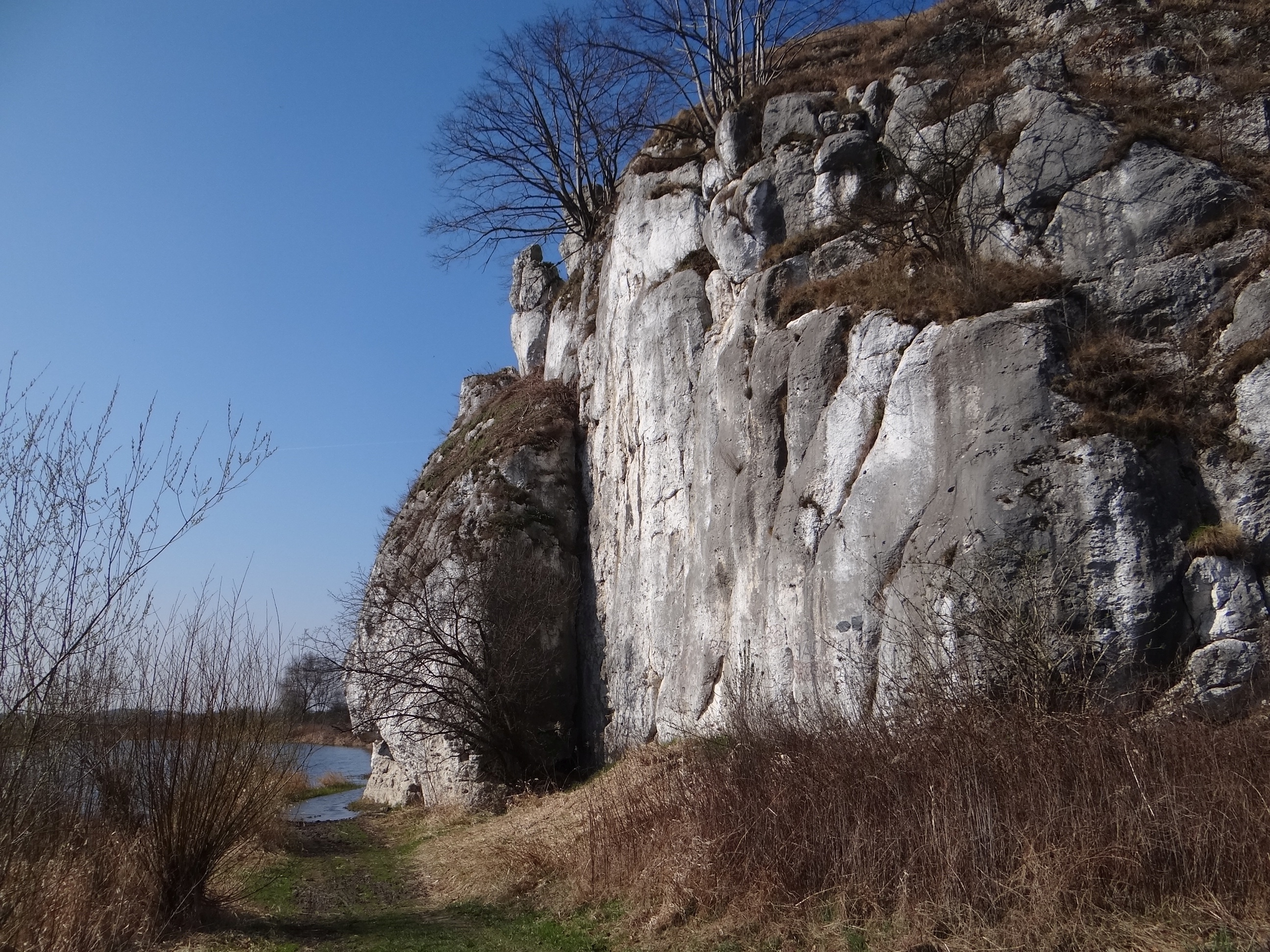
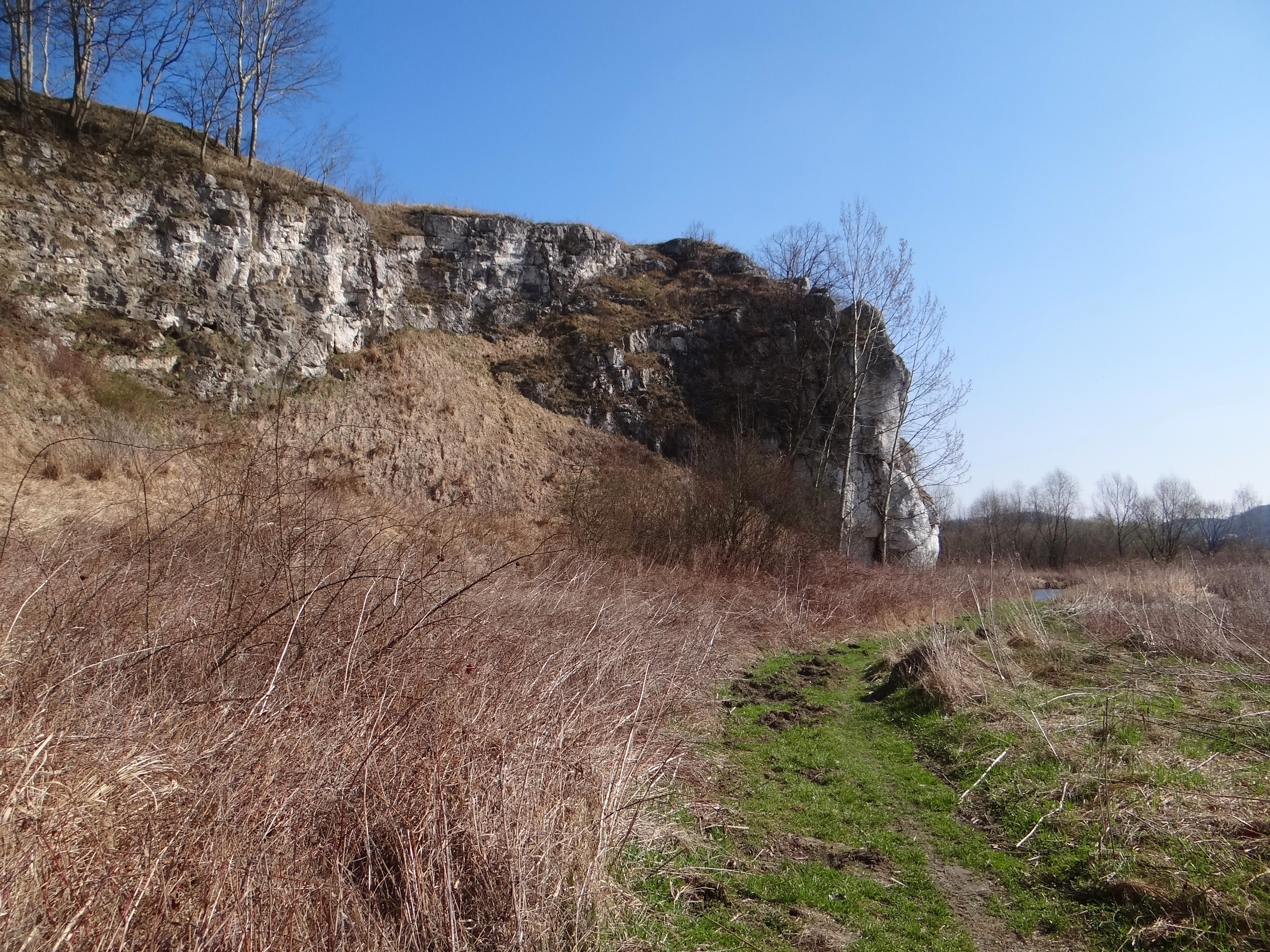
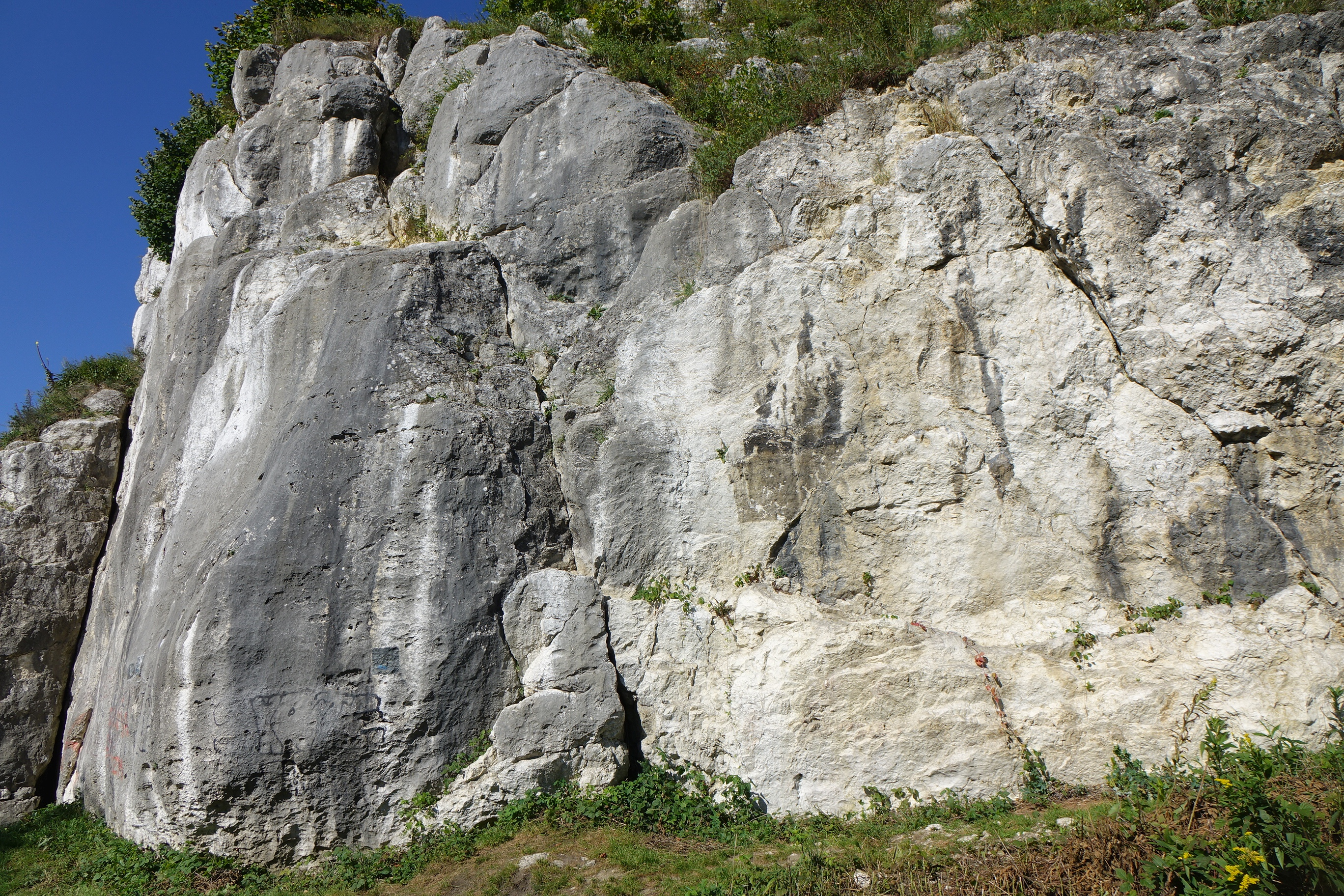
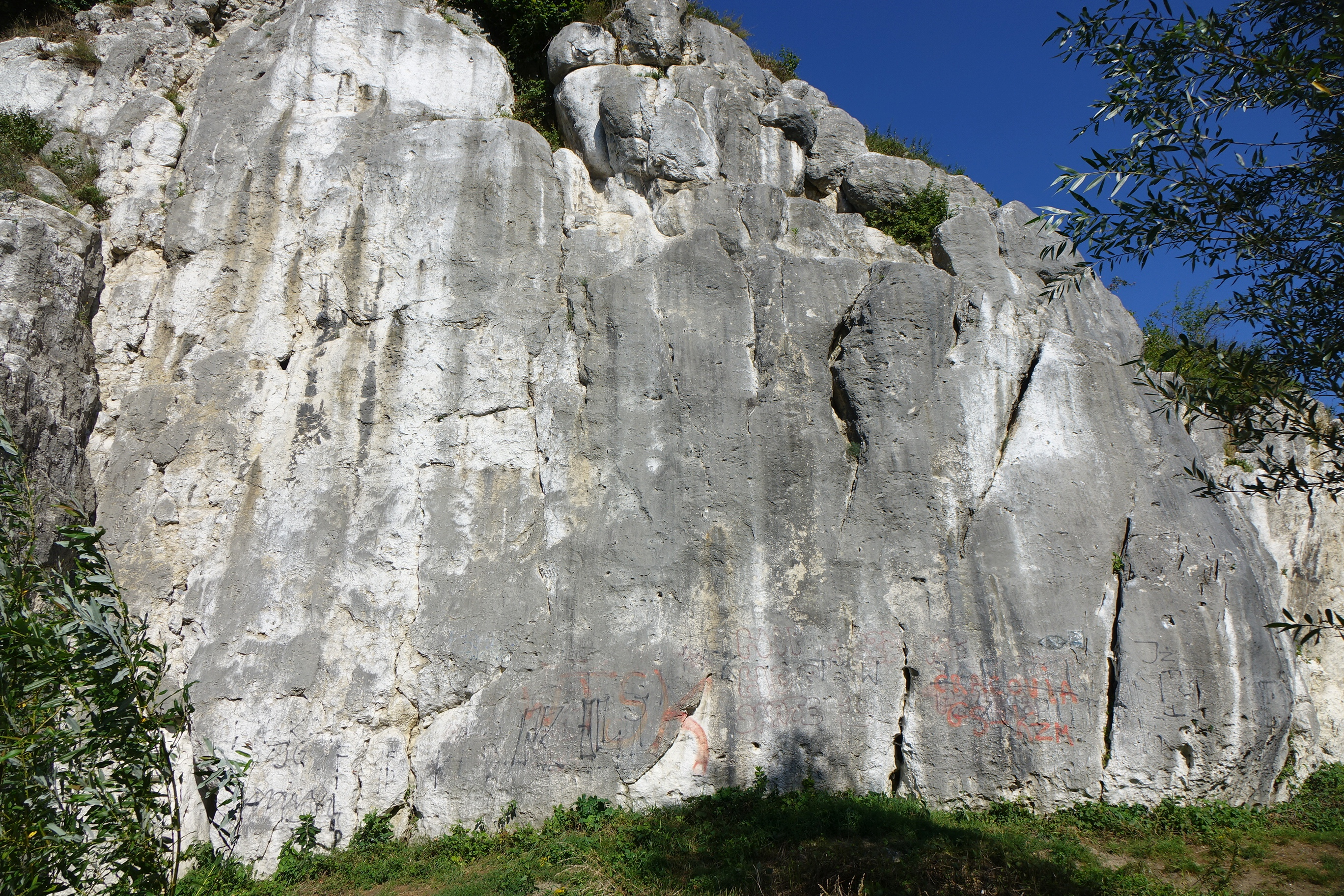
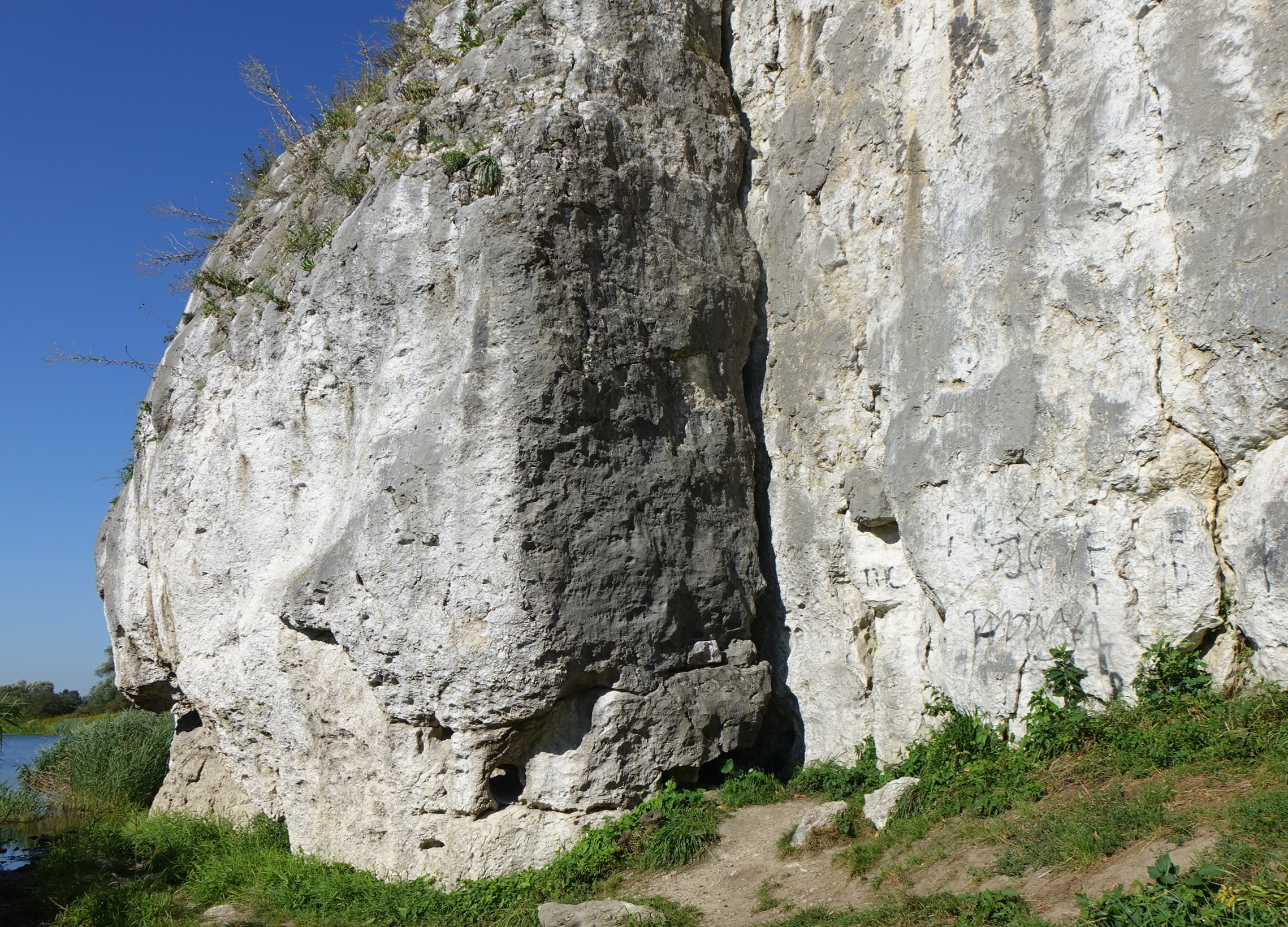
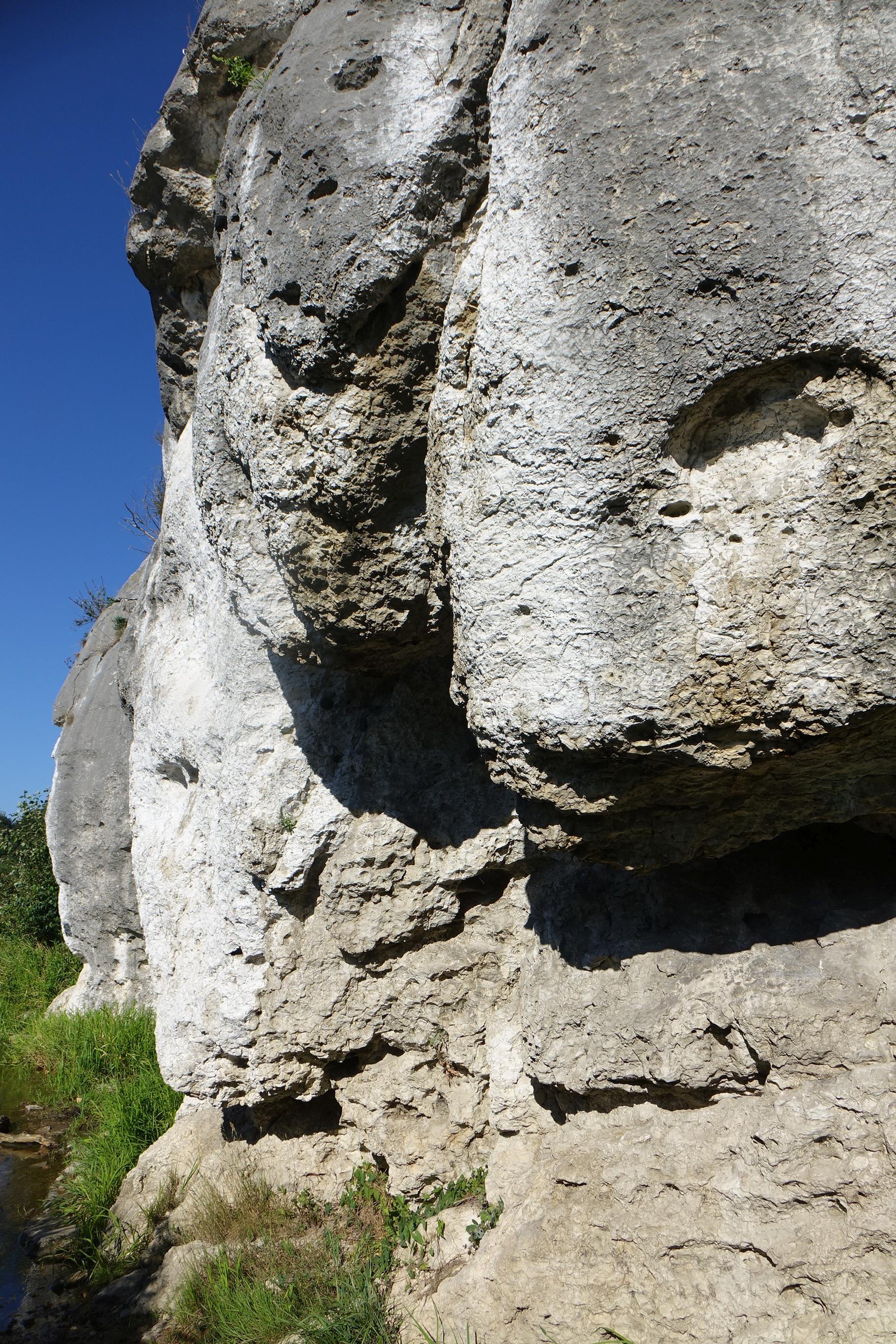
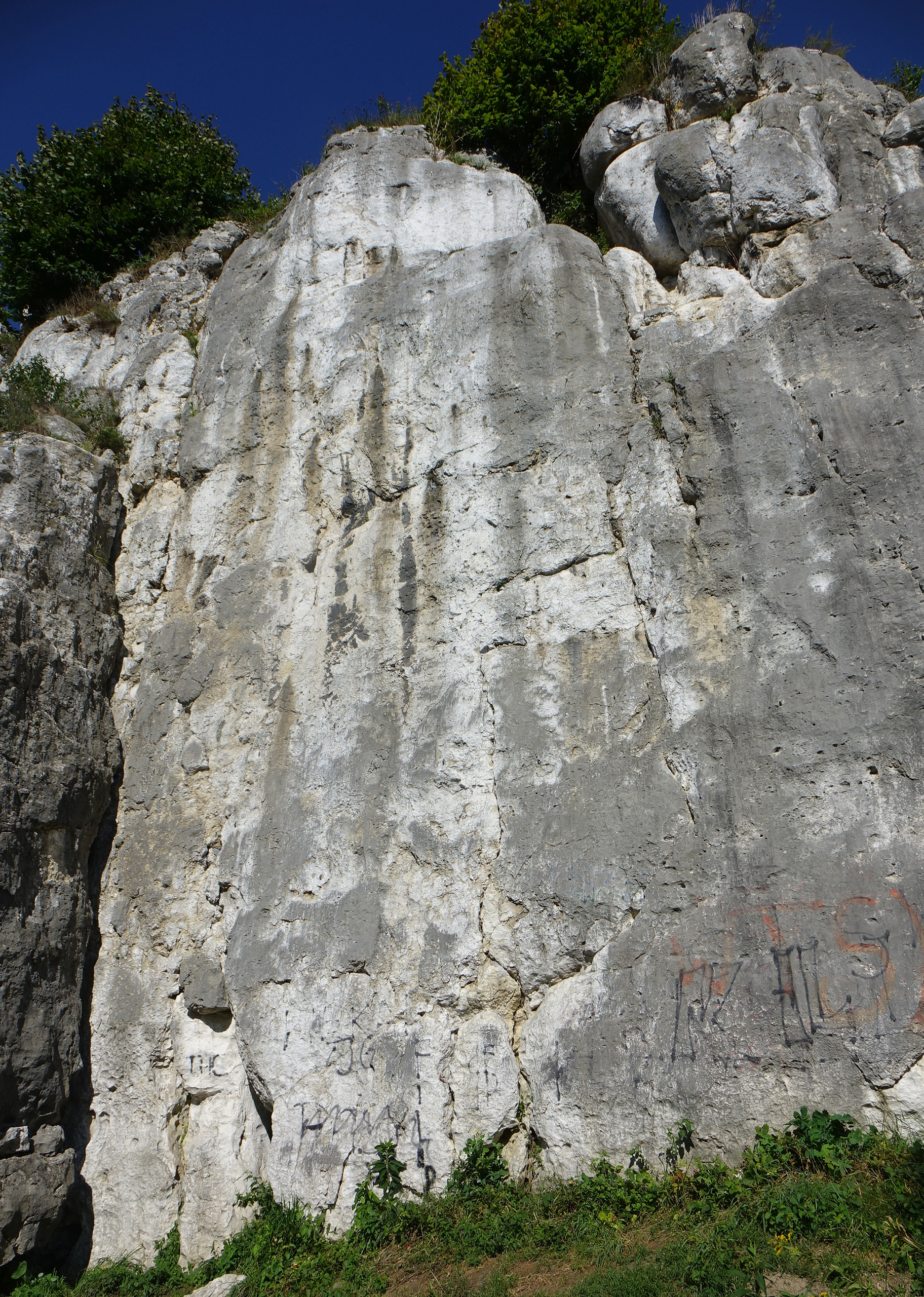
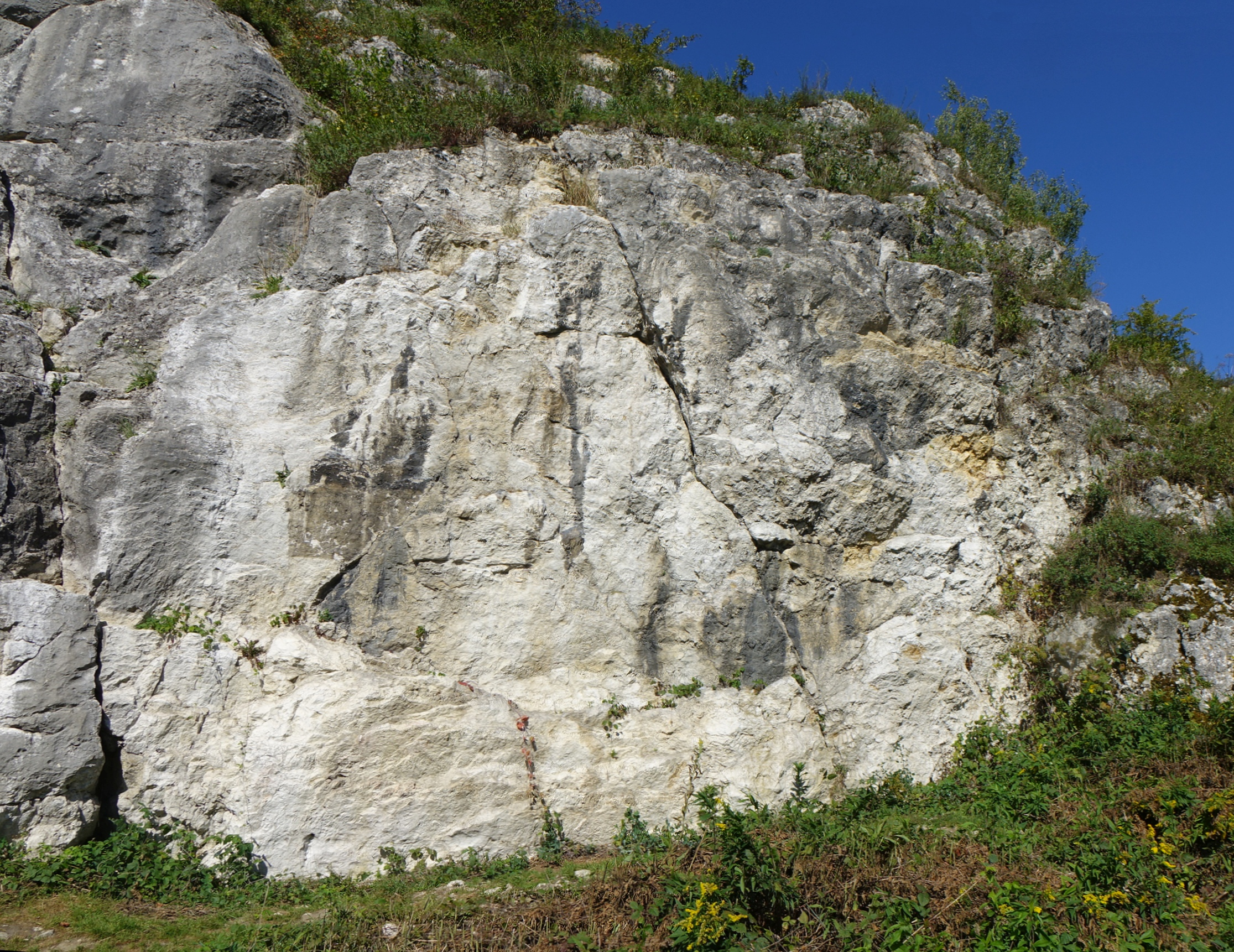